# Anatole Collinet Makosso
Anatole Collinet Makosso (Ponta Negra, 11 de março de 1965) é um professor, jurista, poeta e político brazavile-congolês. É o atual primeiro-ministro do Congo-Brazavile, desde 12 de maio de 2021. Também atuou no governo do Congo-Brazavile como Ministro da Educação Primária e Secundária de 2015 a 2021, e como Ministro da Juventude e Instrução Cívica de 2011 a 2016.

## Biografia
Natural da Ponta Negra, Collinet Makosso vem do subgrupo bavili dos congos. Obteve o bacharelado em 1986, depois tornou-se professor em Brazavile enquanto se licenciava em direito público pela Universidade Marien Ngouabi em 1990.
No início da década de 1990, foi nomeado Conselheiro Político do Prefeito de Kouilou e, em seguida, Diretor do Gabinete do Prefeito de Kouilou. De 1998 a 2011, ele foi Conselheiro do Presidente Denis Sassou Nguesso, enquanto ao mesmo tempo atuava como Diretor do Gabinete da Primeira Dama, Antoinette Sassou Nguesso.
Em 2009, após a morte da filha do presidente Sassou Nguesso, a Primeira-Dama do Gabão Edith Lucie Bongo, ele publicou uma coleção de poemas e histórias dedicadas a ela.
Em 2010, ele concluiu e ganhou um pós-doutorado em direito pela Universidade Pantheon-Assas.
Collinet Makosso foi nomeado Ministro da Juventude e da Instrução Cívica para o governo como parte de uma pequena remodelação em 17 de agosto de 2011. Ele assumiu o ministério de seu antecessor, Zacharie Kimpouni, em 25 de agosto de 2011.
Em 10 de agosto de 2015, Collinet Makosso foi nomeado Ministro da Educação Primária e Secundária, Juventude e Instrução Cívica, ampliando suas responsabilidades. Após a vitória de Sassou Nguesso nas eleições presidenciais de março de 2016, ele nomeou Destinée Armelia Doukaga para substituir Collinet Makosso como Ministro da Juventude e Instrução Cívica em 30 de abril de 2016, mantendo Collinet Makosso como Ministro da Educação Primária e Secundária e Alfabetização.
Na eleição parlamentar de julho de 2017, Collinet Makosso se candidatou como candidato do Partido Congolês do Trabalho (PCT) no primeiro distrito eleitoral de Loandjili em Ponta Negra. Ele ganhou a vaga no primeiro turno com 72% dos votos, derrotando Julien Makoundi-Tchibinda, Secretário-Geral do partido Reunião pela Democracia e pelo Progresso Social (RDPS); o eleitorado era anteriormente representado por um membro do RDPS.
Em 14 de maio de 2021, foi nomeado como primeiro-ministro brazavile-congolês.